# Steiner Leisure
Steiner Leisure est une société enregistrée aux Bahamas, elle propose des services de spa dans le monde, sur terre et sur mer.
La société était cotée NASDAQ jusqu'en décembre 2015, date de rachat par Catterton.

## Présentation
Il s'agit de l'entreprise leader dans ce secteur, en 2008, l'entreprise était présente sur 132 navires de croisière et dispose de 48 spa de luxe.
La société travaille avec des sociétés telles que : Carnival Cruise Lines, Holland America Line, Celebrity Cruises, crystal cruise, Harrah's Entertainment, Hilton Hotels & Resorts, Kerzner International, Marriott International, Norwegian Cruise Line, Princess Cruises, Royal Caribbean International et Seabourn Cruise Line.
Elle dispose également de cinq écoles, réparties sur 17 campus à travers les États-Unis, dans les villes de Miami, Orlando, Pompano Beach, Sarasota, Baltimore, Charlottesville, Salt Lake City, Lindon, Las Vegas, Tampa, Phoenix, Westminster, Aurora, Groton, Newington, Westport et New York.

## Histoire
- 1901 : Henry Steiner crée sa propre marque de produits cosmétiques pour les cheveux et la peau.

- 1926 : À la suite de la mort de Henry Steiner, son fils Herman Steiner rejoint sa mère dans l'entreprise familiale ; à cette époque leur société ne dispose que d'un seul salon à Londres.

- 1937 : Herman Steiner reçoit de la Reine Marie un Royal Warrant de coiffure, suivi dans les années 1970 d'un autre royal warrant de cosmétique par la reine Élisabeth II.

- 1960 : Steiner Leisure obtient son premier contrat avec une société de croisière, et obtient peu après des contrats pour le Queen Elizabeth et d'autres navires exploités par Cunard Line, ainsi que des navires de P & O Cruises, de Union Pacific et Union-Castle Line.

- 1960 : Herman Steiner crée de nouveaux salons de coiffure avec des massages et des soins du visage dans le même salon.

- 1987 : Clive Warshaw devient directeur de la branche maritime du groupe Steiner.

- 1994 : L'entreprise exploite à cette époque 50 salons de spa sur des navires de croisière. La société est la première à créer une piscine de thalassothérapie sur un navire, ainsi que des soins d'hydrothérapie.

- 1994 : Steiner Leisure achète Coiffeur Transocean Limited, son principal concurrent et devient "Steiner Transocean Limited" et exploite maintenant une centaine de spa sur les navires.

- 1996 : Clive Warshaw est nommé président et chef de la direction de Steiner Leisure, alors que Leonard Fluxman (à l'origine de Coiffeur transocean Limited) devient responsable d'opération et responsable financier du groupe Steiner.

- 1996 : Steiner Leisure entre en bourse.

- 1996 : Steiner Leisure achète Elemis Limited, une marque de produits cosmétique à base de plantes. Dans le même temps la société met en vente les salons qu'elle possède au Royaume-Uni.

- 1998 : Clive Warshaw devient président de Steiner Leisure et Leonard Fluxman devient président de Steiner Transocean Limited.

- 1999 : Steiner Leisure achète la Florida College of Natural Health, la Baltimore School of Massage et la Virginia School of Massage.

- 2001 : Elemis Spa ouvre au Royaume-Uni.

- 2001 : Steiner Leisure achète Mandara Spa.

- 2002 : Elemis ouvre à Las Vegas et dans le Connecticut.

- 2003 : Elemis ouvre à Coral Gables en Floride.

- 2005 : Steiner Transocean Limited lance Yspa, un programme de spa pour les adolescents.

- 2005 : Steiner Transocean Limited lance un concept d'Acupuncture sur les navires de croisière.

- 2005 : Steiner lance timetospa.com et dans le même temps un magazine du même nom.

- 2006 : Steiner développe une nouvelle génération de spa à bord du Costa Concordia.

- 2006 : Elemis développe et lance Retail Therapy.

- 2006 : Steiner lance Jou Chinese Herbal Medicine Acupuncture pour compléter ses services à bord.

- 2006 : Steiner lance sa nouvelle marque de soins capillaires Steiner.

- 2007 : Elemis est choisi par British Airways comme marque de soins à bord des avions de la compagnie.

## Sources
- http://www.tradingmarkets.com/.site/news/Stock%20News/2076822/
- « Steiner Leisure », sur lycos.com via Internet Archive (consulté le 15 mai 2024)
- « Steiner Homepage », sur steinerleisure.com via Wikiwix (consulté le 15 mai 2024)
- http://finance.google.com/finance?client=ob&q=NASDAQ:STNR